# Симфонічний оркестр Цинциннаті
Симфонічний оркестр Цинциннаті (англ. Cincinnati Symphony Orchestra) — американський симфонічний оркестр, що базується в Цинциннаті. Вважається п'ятим за старшинством оркестром у США (серед нині діючих).
Був заснований в 1893 році з ініціативи дружини президента США Вільяма Говарда Тафта Гелен Луїзи Тафт і дав перший концерт в 1895 році. Під керівництвом свого першого диригента Франка ван дер Стукена оркестр виконав, зокрема, американську прем'єру П'ятої симфонії Малера. У 1907 оркестр був розпущений через фінансові труднощі і знову зібраний в 1909, ставши першим місцем диригентської роботи Леопольда Стоковського. Серед найзначніших подій в історії оркестру — світові прем'єри п'єси Аарона Копленда «Фанфари простій людині» (1942) і Симфонії Ганса Ротта (1989) .

## Керівники
- Франк ван дер Стукен (1895—1907)
- Леопольд Стоковський (1909—1912)
- Ернст Кунвальд (1912—1917)
- Ежен Ізаї (1918—1922)
- Фріц Райнер (1922—1931)
- Юджин Гуссенс (1931—1947)
- Тор Джонсон (1947—1958)
- Макс Рудольф (1958—1970)
- Томас Шіпперс (1970—1977)
- Вальтер Зюскінд (1978—1980)
- Міхаель Гілен (1980—1986)
- Хесус Лопес Кобос (1986—2001)
- Пааво Ярві (2001—2011)
- Луї Лангре (з 2013)